# Эффект Зенера

Вид вольт-амперных характеристик p-n перехода при разных степенях легирования. Масштаб токов для отрицательных значений сильно растянут для наглядности.

Эффе́кт Зе́нера, тунне́льный пробо́й — явление резкого нарастания тока через обратносмещённый p-n переход, обусловленное туннельным эффектом, то есть квантовомеханическим «просачиванием» электронов сквозь узкий потенциальный барьер, формируемый запрещённой зоной полупроводника.
Находит применение в стабилитронах и ряде других полупроводниковых приборов.

## История
Назван в честь его первооткрывателя  — американского физика Кларенса Зенера (1905–1993).

## Физическая суть эффекта

Перекрытие энергетических зон обратносмещённого p-n перехода. (Рисунок соответствует слабому легированию обеих областей, уровни Ферми, находятся около середины запрещённой зоны. При повышении легирования будет приближаться к, а - к ; при очень сильном легировании станет и .)

При обратном смещении перехода возникает перекрытие энергетических зон, при котором край валентной зоны p-области {\displaystyle E_{vp}} располагается по энергии выше края зоны проводимости n-области {\displaystyle E_{cn}} (см. рисунок), вследствие чего электроны могут переходить (туннелировать) из валентной зоны p-области в зону проводимости n-области.
Чтобы вероятность туннельного прохождения электронов была заметной, необходимо достаточно сильное легирование полупроводниковых областей (для кремния — около 1017 см-3 и выше).
Вероятность туннельного переноса также сильно зависит от напряжённости электрического поля в обеднённом слое перехода, поэтому ток будет быстро увеличиваться с ростом напряжения соответствующей полярности («+» на n-области).
Может оказаться необходимым схемотехническое ограничение тока во избежание разрушения образца.

## Применение в приборах
Явление туннельного пробоя используется в стабилитронах. Типичные напряжения, при которых протекает рабочий пробойный ток, обусловленный  зенеровским механизмом, составляют несколько вольт. Для этого концентрации легирующих донорных и акцепторных примесей в областях p-n перехода выбираются в пределах 1017—1018 см-3.
При более высоких концентрациях (1018—1019 см-3) туннельный механизм активируется уже при близких к нулю обратных напряжениях. Обычно в таком случае говорят не о «пробое», а просто о межзонном транспорте заряда. На основе структур с такими параметрами ранее изготавливались так называемые обращённые диоды для СВЧ-электроники, но в настоящее время они вышли из употребления.
При предельных концентрациях (1019 см-3 и выше) полупроводниковые области оказываются вырожденными. При этом межзонное туннелирование становится возможным не только при обратных, но и при очень малых прямых смещениях, что приводит к немонотонности вольт-амперной кривой, используемой в туннельных диодах.

## Различие между зенеровским и лавинным пробоями
Наличие участка резкого роста тока на обратной характеристике p-n перехода не всегда связано именно с туннельным пробоем. За подобное поведение может также быть ответственен лавинный пробой, при котором происходит лавинное размножение носителей в обеднённом слое перехода: электроны, ускоренные электрическим полем до энергии, достаточной для генерации электронно-дырочных пар, при столкновениях с атомами кристаллической решётки полупроводника порождают носители заряда, а те, в свою очередь, при последующем ускорении могут вызвать новые акты генерации.

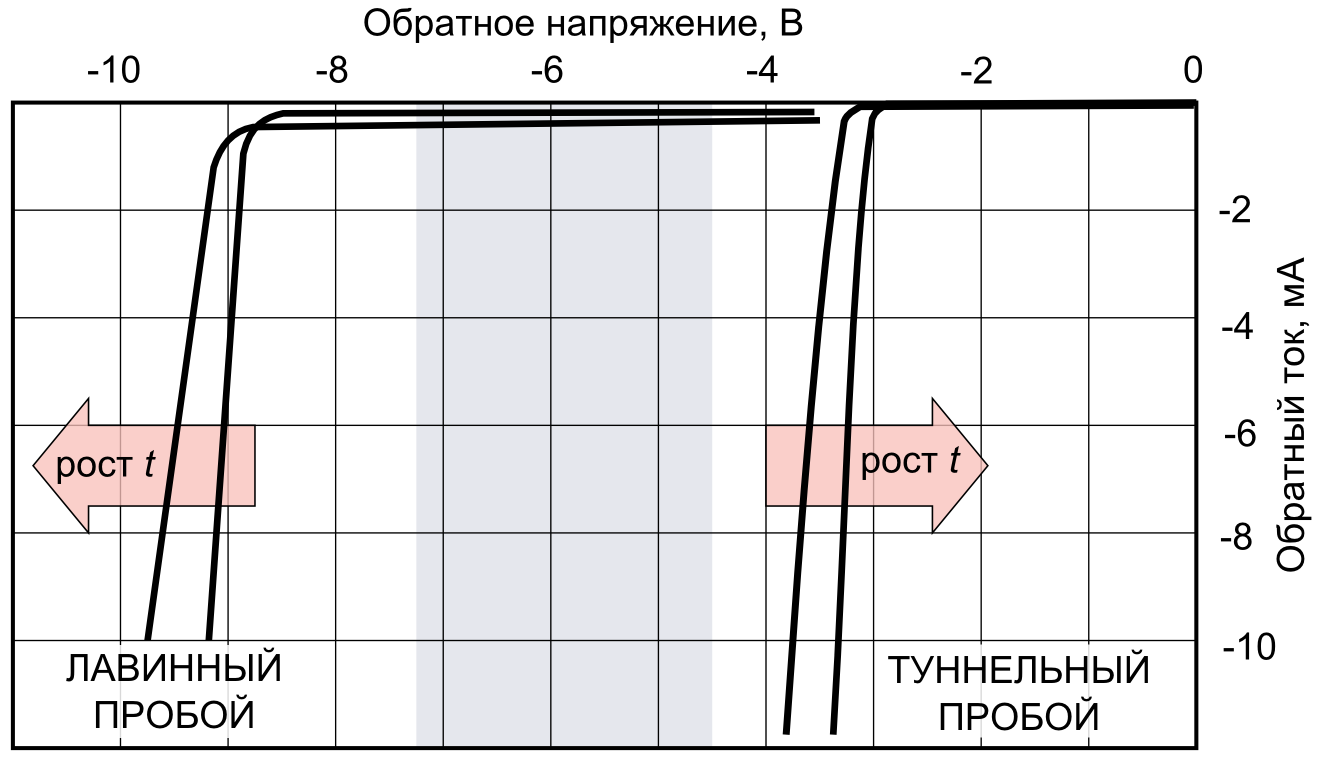
Вольт-амперные характеристики стабилитронов с преобладанием лавинного (слева) и туннельного (справа) механизмов пробоя.

Эффект Зенера и лавинный эффект могут работать совместно — и возникает вопрос о доминирующем механизме.
В сильнолегированных переходах пробой наблюдается при напряжении ниже 5 В и обусловлен в основном эффектом Зенера. В более слаболегированных переходах, с напряжением резкого нарастания тока немногим выше 5 В пробой вызван как лавинным, так и туннельным механизмами.
Пробой при бо́льших напряжениях вызван, в основном, лавинным механизмом. Изменение механизма пробоя зависит от толщины обеднённого слоя, которая зависит от степени легирования: чем она выше, тем у́же обеднённый слой. При туннельном механизме напряжённость электрического поля в обеднённом слое достигает 3·106 В/см.
От механизма пробоя зависит знак температурного коэффициента напряжения пробоя, при лавинном пробое — с увеличением температуры напряжения пробоя увеличивается, при туннельном пробое увеличение температуры снижает напряжение пробоя. При напряжении пробоя около 5,6 В имеют место оба механизма пробоя примерно с равным вкладом в ток перехода и напряжение пробоя практически не зависит от температуры.